# 제임스 에벗 (인도군 장교)
제임스 에벗 경(Sir James Abbott) KCB (1807년 3월 12일 ~ 1896년 10월 6일)은 영국군 장교이자 영국령 인도 제국의 총독이었다. 그의 이름을 따서 파키스탄 지역에 아보타바드라는 도시가 지어졌다.

## 가족
제임스 에벗은 블랙히스와 켄트주에서 활동한 후 은퇴한 콜카타 상인인 남편 헨리 알렉시우스 에벗과 아내 에든버러 윌리엄 웨일스의 딸인 마가렛 웨일스의 셋째아들이다. 그에게는 다음과 같은 형제가 있었다.
- 마가렛 (1801년~1877년)
- 소장 어거스터스 에벗, C.B. (1804년~1867년)
- 소장 프레드릭 에벗 경, C.B. (1805년~1892년)
- 엠마 에벗 (1809년~1875년)
- 소장 사운더스 알렉세우스 에벗 (1811년~1894년)
- 케이트 에드워드 에벗, 영사 (1814년~1873년)
- 에드먼드 에벗 (1816년~1816년)

## 경력
그는 16세에 벵골 포병으로 들어갔다. 그는 19세기 중반까지 인도 북서부 국경에서 활동하면서 이름이 알려졌다. 1839년, 그는 그레이트 게임의 일환으로 영국과 러시아 간 중앙아시아 영향력 경쟁에서 우위를 차지하기 위해 히바 칸국에 대한 선교 사업을 시작했다. 그의 목적은 히바 칸국에 대한 러시아 침공의 구실을 막기 위해 러시아 노예를 해방시키는 것이었다. 애벗은 아마도 히바에 도착한 최초의 영국인이었을 것이다. 히바 칸국은 대영제국에 대해서 잘 몰랐고 그를 러시아인 스파이로 의심했다. 그러나, 히바 칸국은 바실리 알렉세비치 페로브스키의 임박한 침공을 막기 위해 무언가 할 수 있을 것이라고 생각하고 환영했다. 침공이 중지되었을 때 에벗은 서쪽의 러시아 항구도시인 포르트솁첸코으로 보내졌다. 그가 향하던 도중 중간에 습격자에게 포로가 되었지만, 그가 칸의 편지를 가지고 있었다는 것을 알고 풀어주었다. 그 직후 리치먼드 셰익스피어 또한 같은 작전에 성공했다.
그는 헨리 로렌스 경의 젊은이 중 한명으로 1846년 일어난 제1차 영국-시크 전쟁 이후 시크족의 고문이 되었다. 그는 북부 펀자브와 국경 근처에서 재정위원회를 맡았으며 1849년부터 1853년까지는 하자라의 첫번째 부총독을 지냈다.
제1차 시크 전쟁에서 시크족이 패배한 이후 맺어진 라호르 조약의 일환으로 하자라와 카슈미르가 도그라 굴랍 싱 통치 지역에서 영국령 인도 제국으로 편입되었다. 그러나, 하자 지역은 통치하기 어려웠고 이후 1847년 1월 잠무 도시와 교환하는 대가로 굴랍 신흐 왕조에게 돌려주었다. 그 후, 라호르 정부는 하자라의 나짐(총독) 자리에 사르다르 카터 싱으로 임명하고 애벗을 그의 비서로 하여 법과 질서를 복구하고 지역을 위해서 활동하였다. 이후, 1848년부터 1849년까지 2차 영국-시크 전쟁으로 펀자브를 공식적으로 명예 동인도 회사(HEIC)가 합병하자 이 지역 또한 총독령이 되었으며 에벗이 최초로 부총독이 되었다. 하자 정부에서 원래 에벗의 주도는 하리푸르에 있었지만 기후 및 전략적 이유로 언덕 지역으로 이동했다. 따라서, 지대가 1852년에야 선택되고 인수하면서 1853년 1월에 에벗의 본부를 이동했고 시간이 지남에 따라 마을이 커지면서 작은 마을 및 군 숙영지도 설치하게 되었다. 불행하게도, 에벗 자신은 1853년 4월 부총독 자리에서 해임되면서 마을이 성장하는 것을 오랫동안 볼 수 없었다.
1896년 에벗은 잉글랜드 아일오브와이트주에서 사망하고, 1870년에는 아내인 안나 마틸다 에벗도 사망했다.

## 명예와 유산
제임스 에벗은 1894년 바스 훈장을 수여받았다.
이후 파키스탄의 도시 중 하나인 아보타바드와 아보타바드 구라는 이름은 그의 이름을 따서 지어졌다.

## 같이 보기
- 그레이트 게임
- 존 니콜슨 (동인도회사 장교)
- 허버트 벤자민 에드워드